# پریا (شعر)
پریا یا قصهٔ پریا شعر بلندی به زبان عامیانه از احمد شاملو است. این شعر روایی که در سال ۱۳۳۲ سروده شده از معروف‌ترین شعرهای عامیانهٔ معاصر فارسی است.

## اپرای پریا
در سال ۱۹۸۹ شیدا قره‌چه‌داغی روی ترجمه انگلیسی «شعر پریا» سروده‌ای از شاملو، یک اپرا-باله ساخت که در همان سال در تورنتو روی صحنه رفت. نسخه شنیداری اجرای زنده این اثر در ژوئیه ۲۰۲۰ همزمان با بیستمین سالگرد درگذشت شاملو در اروپا منتشر شد. در اجرای زنده سال ۱۹۸۹ بین بخش‌هایی از اپرا، کیهان کلهر با تک نوازی سه‌تار و آواز، شعر پریا را به زبان فارسی بدون همراهی ارکستر اجرا کرده بود، ولی این بخش در آلبوم منتشر شده، حذف شده‌است. به این اثر در ایران - به دلیل داشتن صدای تکخوان زن - هیچگاه اجازه نشر داده نشد.» مجله «اُپرا» چاپ بریتانیا می‌افزاید: «با توجه به محتوای شعر جای شگفتی ندارد که اثر در ایران امکان انتشار نداشته‌است.»